# Großer Kundysch
Der Große Kundysch (russisch Большой Кундыш, Bolschoi Kundysch; Mari Кугу Кундыш) ist ein rechter Nebenfluss der Großen Kokschaga in der Oblast Kirow und in der Republik Mari El im Norden des europäischen Teils von Russland.
Der Große Kundysch entspringt 50 km nordnordwestlich von Santschursk im Südwesten der Oblast Kirow.
Der Fluss durchfließt eine bewaldete Sumpflandschaft östlich der Wetluga in südlicher Richtung und mündet nach 173 km in die Große Kokschaga. Der Große Kundysch entwässert ein Areal von 1710 km². Der mittlere Abfluss 25 km oberhalb der Mündung beträgt 5,5 m³/s.
Der Fluss wird hauptsächlich von der Schneeschmelze gespeist.